# Vägatjärnen (Arvidsjaurs socken, Lappland, vid Sebbjåkkbäcken)
Vägatjärnen är en sjö i Arvidsjaurs kommun i Lappland och ingår i Åbyälvens huvudavrinningsområde. Sjön har en area på 0,0366 kvadratkilometer och ligger 370,2 meter över havet.

## Delavrinningsområde
Vägatjärnen ingår i det delavrinningsområde (728385-167962) som SMHI kallar för Mynnar i Serrejaure. Medelhöjden är 419 meter över havet och ytan är 71,47 kvadratkilometer. Det finns inga avrinningsområden uppströms utan avrinningsområdet är högsta punkten. Sebbjåkkbäcken som avvattnar avrinningsområdet har biflödesordning 2, vilket innebär att vattnet flödar genom totalt 2 vattendrag innan det når havet efter 131 kilometer. Avrinningsområdet består mestadels av skog (80 procent) och sankmarker (15 procent). Avrinningsområdet har 1,77 kvadratkilometer vattenytor vilket ger det en sjöprocent på 2,5 procent.